# Geostar
GeoStar - pakiet programów umożliwiających wykonanie kart dokumentacyjnych profili otworów wiertniczych, hydrogeologicznych (studnie, piezometry), sondowań dynamicznych i statycznych (w tym CPT(U)) wraz z interpretacją wyników, oraz zaawansowane tworzenie przekrojów geologicznych przebiegających przez wybrane otwory lub ich rzutu na prostą, wraz z ilustracją innych danych gromadzonych w bazie. Za pomocą pakietu jest możliwe szerokie użycie danych badawczych terenowych w celu uzyskania parametrów geologicznych i geotechnicznych rodzaju i właściwości gruntów i skał, gotowych do wykorzystania w dziedzinach, na potrzeby których badania były wykonywane (budownictwo, górnictwo, geologia inżynierska, hydrogeologia, geologia złóż, ochrona środowiska itd.).